# Paulo Santos (futebolista)
Paulo Santos (Porto Alegre, 14 de abril de 1960) é um ex-futebolista brasileiro que atuava como meia.

## Carreira
Jogando pelo Internacional em 1984, Paulo Santos foi convocado para integrar a Seleção Brasileira para disputar os Jogos Olímpicos de 1984, em Los Angeles, onde a equipe de Porto Alegre formou a base da equipe que obteve a medalha de prata. Um pouco antes das Olimpíadas, havia feito o gol do título no Torneio Heleno Nunes, contra o Santa Cruz.